# نزالي جانوب
قرية نزالي جانوب : هي إحدى القرى التابعة لمركز القوصية في محافظة أسيوط في جمهورية مصر العربية. حسب إحصاءات سنة 2006، بلغ إجمالي السكان في نزالي جانوب 10763 نسمة، منهم 5387 رجل و 5376 امرأة.